# フナガモ属
フナガモ属（フナガモぞく、学名 Tachyeres）は、鳥綱カモ目カモ科に属する属。
学名は、古代ギリシア語でταχύς・ἐρέσσω (速・漕）の由来。

## 分布
チリ、アルゼンチン、フォークランド諸島

## 分類
以下の分類・英名は、HBW and BirdLife International Illustrated Checklist of the Birds of the Worldに従う。和名は、　黒田長久（1980年）による。
- Tachyeres patachonicus　トビフナガモ　Flying steamerduck LC IUCN
- Tachyeres leucocephalus　White-headed steamerduck VU IUCN
- Tachyeres pteneres　オオフナガモ　Magellanic steamerduck LC IUCN
- Tachyeres brachypterus　フナガモ　Falkland steamerduck LC IUCN

## 画像

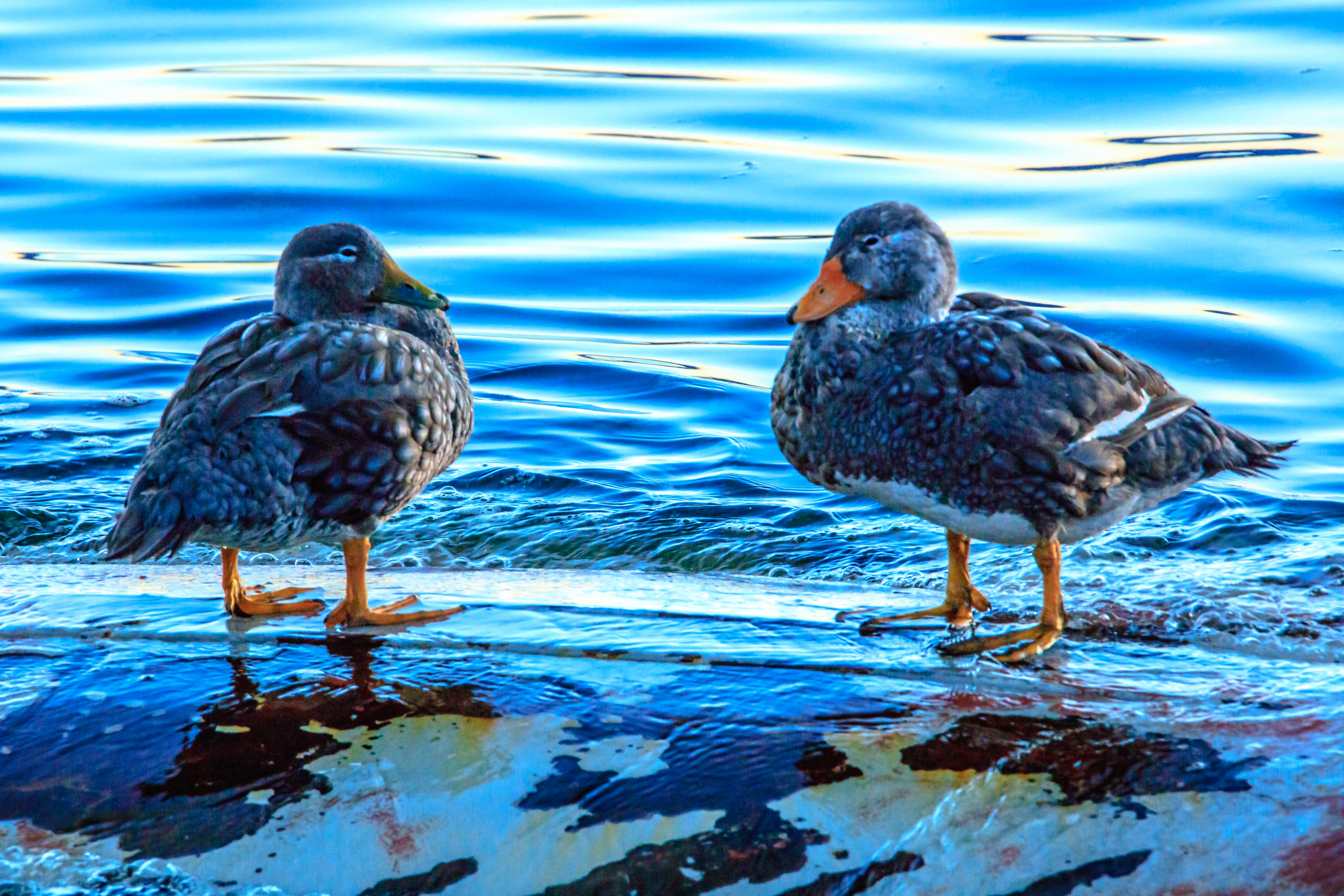
トビフナガモ T. patachonicus
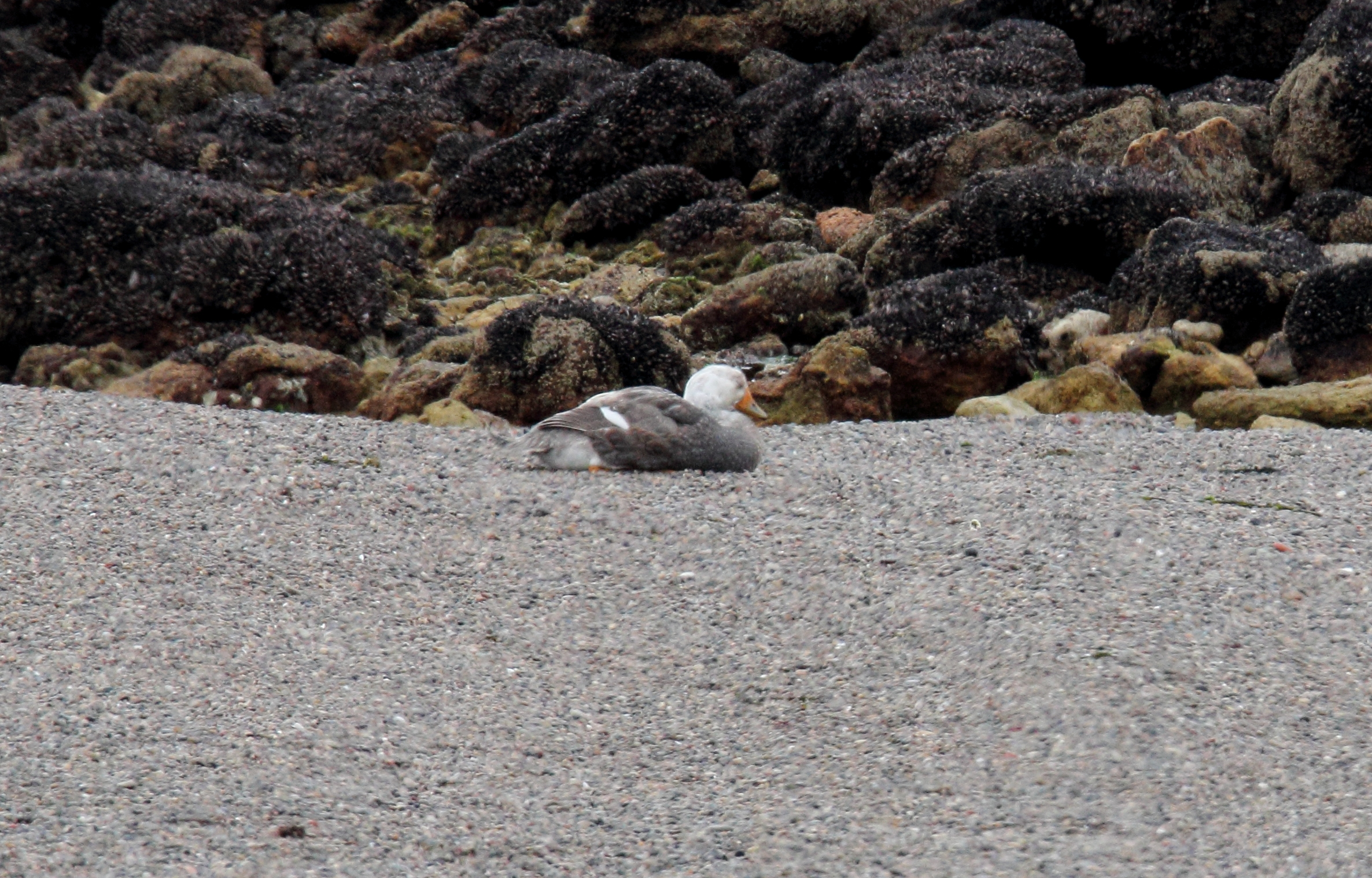
T. leucocephalus
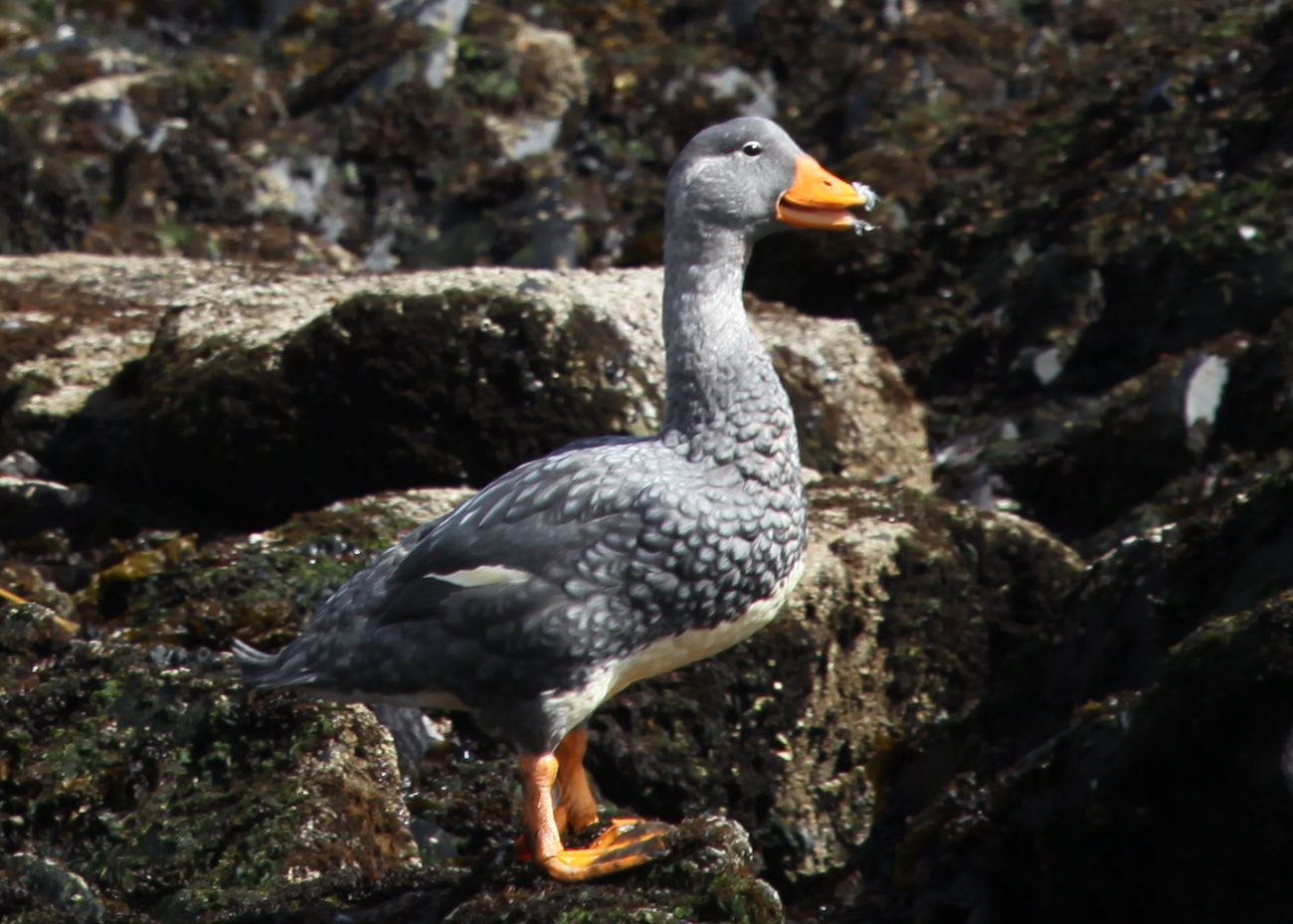
オオフナガモ T. pteneres